# Erittonio (figlio di Dardano)
Erittonio (in greco antico: Ἐριχθόνιος?, Erichthònios) è una figura della mitologia greca. Fu un re di Dardania.

## Genealogia
Figlio di Dardano e di Batea o di Olizone (figlia di Fineo), sposò Astioche che lo rese padre di Troo.

## Mitologia
Ereditò sia il regno del fratello Ilo (che prima fu quello del padre Dardano), che quello del nonno materno Teucro ed alla sua morte fu succeduto dal figlio Troo.
Era, tra tutti i mortali, l'uomo più ricco e possedeva tremila cavalle, delle quali s'innamorò Borea che le montò dopo essersi tramutato in cavallo. Le cavalle partorirono dodici puledre così leggere che potevano correre sul grano senza spezzarlo.